# Herminella marshalli
Herminella marshalli es una especie de insecto coleóptero de la familia Chrysomelidae descrita en 1913 por Spaeth.